# Burg Frankenstein (Pfalz)
Burg Frankenstein ist die Ruine einer Spornburg im Pfälzerwald in Rheinland-Pfalz. Ihren Namen erhielt sie nach dem edelfreien Geschlecht derer von Frankenstein.
Die Burg steht unter Denkmalschutz. Sie kann jederzeit unentgeltlich besichtigt werden.

## Geographie
Die Höhenburg oberhalb der Ortsgemeinde Frankenstein liegt 300 m ü. NHN auf dem nordöstlichen Bergsporn des Schloßbergs (423 m) rechts über dem Hochspeyerbach, einem linken Zufluss des Speyerbachs. Hier noch parallel zum Hochspeyerbach verläuft die Bundesstraße 37 (Kaiserslautern–Bad Dürkheim). Unter dem Bergsporn hindurch führt der gut 200 m lange Schlossberg-Tunnel der Bahnlinie Saarbrücken–Mannheim, dessen 1849 vollendetes Ostportal aus rotem Sandstein wegen seines abgestuften Zinnengiebels unter Denkmalschutz steht.

## Anlage

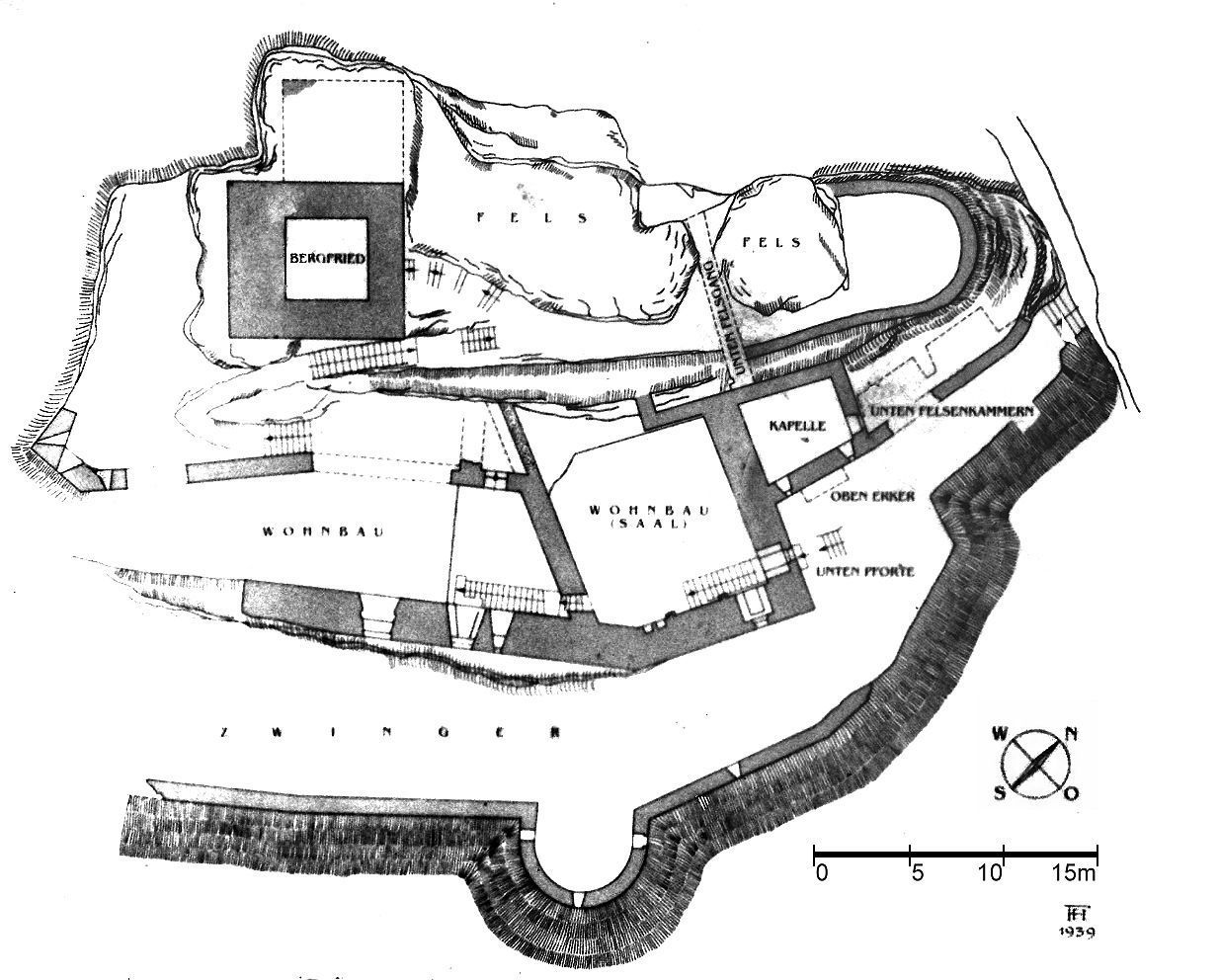
Rekonstruierter Grundriss

Die Ruine besteht größtenteils aus den Überresten des einst zur Unterburg gehörenden dreiteiligen Palas aus dem 13. Jahrhundert, der überwiegend aus spätstaufischer bzw. frühgotischer Zeit stammt. Bauhistorisch wertvoll sind vor allem seine Lanzettfenster und die erhaltene mehrgeschossige Kaminanlage seines Mittelteils.
Die Überreste der Oberburg sind über eine Felsentreppe zu erreichen. Sie bestehen vornehmlich aus der Ruine des von der ursprünglichen Wehranlage stammenden Wartturms aus dem 12. Jahrhundert.
Gegen Ende des 20. Jahrhunderts wurden bei Grabungen Fundamentreste einer Schildmauer freigelegt.

## Geschichte

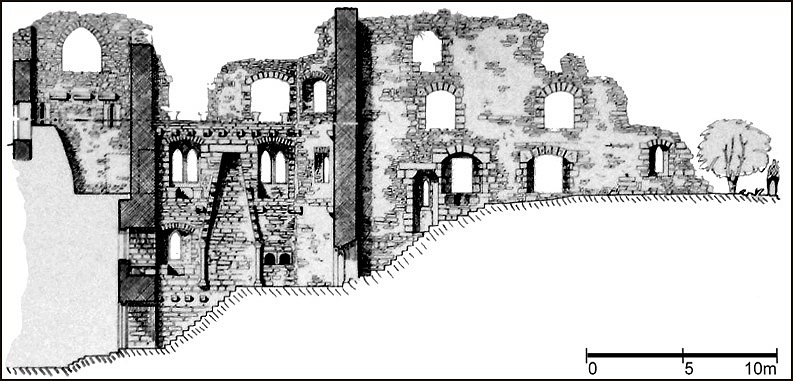
Innenansicht der Außenwand um 1930

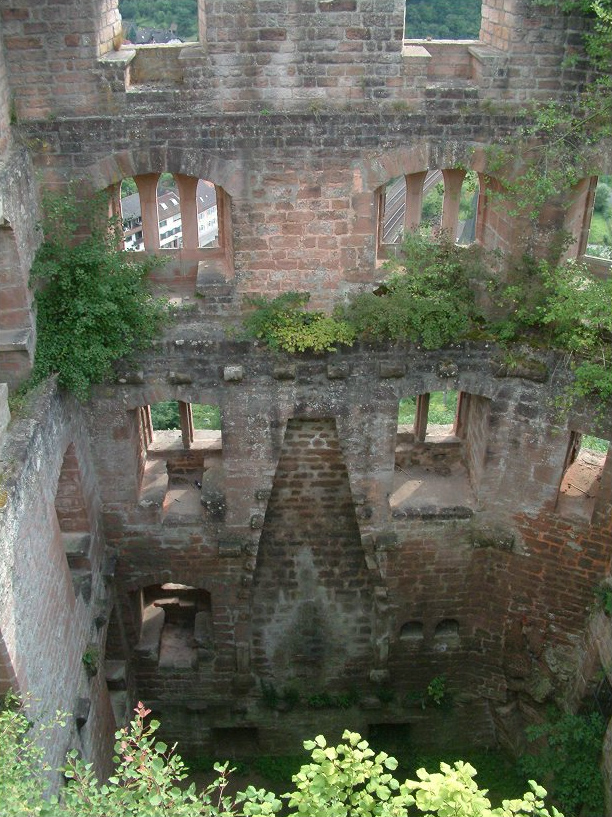
Innenansicht der Palasaußenwand (2005)

Der Name Frankenstein wird mit dem Edelfreien Helenger von Frankenstein 1146 erstmals urkundlich erwähnt. Historiker gehen jedoch davon aus, dass die Gründung der Burg bereits früher stattfand, da einzelne Schriften von der Errichtung eines Turmes um 1100 berichten.
Besitzer dieses Bergfrieds war das Kloster Limburg, das die Sicherung der Wege nach Speyer, Dürkheim und Worms zu gewährleisten hatte. Mit der Wahrnehmung dieser Aufgabe beauftragte das Kloster 1205 die Grafen von Leiningen, die bereits mit Schutzvogtei für das Kloster betraut waren. Sie ließen die Anlage zu Beginn des 13. Jahrhunderts erweitern, wobei das enge Felsengelände dazu führte, dass die Burganlage stufenförmig gebaut werden musste. In dieser Zeit – von 1204 bis 1231 – werden in Urkunden die Ritter Marquard, Friedrich und Helenger von Frankenstein als Verwaltungs- und Burgmannen der Leininger Grafen genannt.
Um 1390 wurde Burg Frankenstein zu einer Ganerbenburg, als das Kloster die Hälfte der Burganlage an die Herren von Einselthum verpfändete. Teile dieser Pfandschaft übernahmen 1414 (andere Quellen berichten von 1404) und 1416 die Grafen von Nassau-Saarbrücken und Leiningen-Hardenburg. Die drei Parteien einigten sich durch Losentscheid, wie die Bauteile der Burg als Einzelbesitz exakt aufgeteilt werden und welche Gebäude im gemeinschaftlichen Besitz verbleiben sollten.
In der zweiten Hälfte des 15. Jahrhunderts wurde die Burganlage bei Auseinandersetzungen zwischen Kurfürst Friedrich I. von der Pfalz und dem Grafen Ludwig I. von Pfalz-Zweibrücken in Mitleidenschaft gezogen, war aber im Jahre 1504 zumindest teilweise noch bewohnbar. Weitere Zerstörungen folgten vermutlich 1512, als Kaiser Maximilian I. über Graf Emich VIII. von Leiningen-Hardenburg die Reichsacht verhängte und der Graf von Nassau im Auftrag des Kaisers die Burganlage einnahm.
Während des Deutschen Bauernkrieges 1525 wurde die Burg erneut zerstört und galt ab 1560 als unbewohnbar. Bereits fünf Jahre zuvor war nach dem Erlöschen des Geschlechts von Einselthum dessen Anteil an die Herren von Wallbrunn übergegangen. Obwohl die Anlage nicht mehr zu Wohnzwecken diente, wurde sie wegen ihrer vorteilhaften Lage weiterhin militärisch genutzt.
Im Dreißigjährigen Krieg eroberte der spanische Heerführer Ambrosio Spinola die Burg. Davon zeugen erhaltene Flugblätter, die den Verlauf der kriegerischen Ereignisse in der kurpfälzischen Region dokumentieren. Die Schilderungen legen nahe, dass die Eroberung der Anlage schon zu einem relativ frühen Zeitpunkt des Krieges, etwa im September oder Oktober 1620, stattgefunden hat. Bei der insgesamt 20-mal wiedergegebenen Kartusche der Burg handelt es sich um ihre älteste bekannte Darstellung. Wahrscheinlich wurden die Gebäude, die zunächst unbeschädigt waren, kampflos übergeben. Die Spanier stationierten möglicherweise eine kleine Besatzung in der Anlage, um ihren Tributforderungen Nachdruck zu verleihen. Im weiteren Verlauf des Krieges wurde die Anlage dann stark beschädigt.
Im Spanischen Erbfolgekrieg nutzen französische Truppen Burg Frankenstein als Unterkunft. Für die französischen Soldaten wurde 1703 in der Burgkapelle nachweisbar ein Gottesdienst abgehalten; dies lässt darauf schließen, dass die Kapelle zu jener Zeit noch in einem brauchbaren Zustand war. 1706 gelangte der nassauisch-saarbrückische Besitzanteil an die Kurpfalz.
Die während der französischen Revolutionskriege besetzten linksrheinischen Gebiete der Kurpfalz – und damit auch die Burg Frankenstein – kamen als Resultat des Wiener Kongresses wieder in den Besitz des Königreichs Bayern. Dieses ließ in den Jahren 1883/84 und 1938/39 die Ruine sanieren sowie baulich sichern.
Nachdem die Ruine Eigentum des Landes Rheinland-Pfalz geworden war, nahm dessen staatliche Burgen- und Schlösserverwaltung (heute: Burgen, Schlösser, Altertümer Rheinland-Pfalz) von 1971 bis 1974 sowie 1988/89 archäologische Untersuchungen, Restaurierungs- und Erhaltungsmaßnahmen vor, wobei die Fundamente einer zuvor unbekannten Schildmauer freigelegt wurden. Im Zuge der Arbeiten wurden unter anderem auch die beiden oberen Stockwerke des Saalbaus wieder aufgemauert und der Erker des Kapellenbaus rekonstruiert.